# Bodhrán

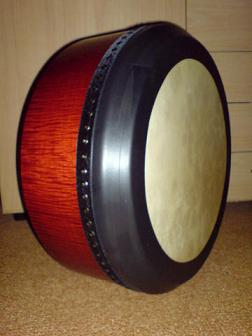
Moderne bodhrán

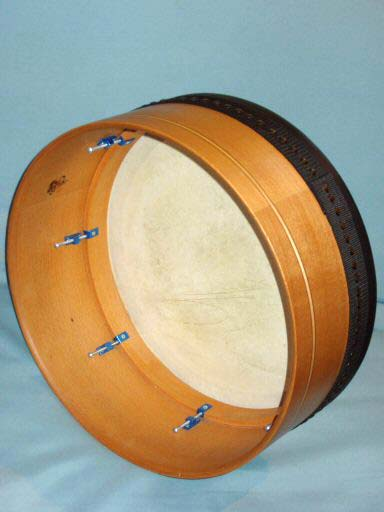
Achterkant

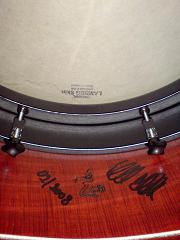
Spanmechaniek

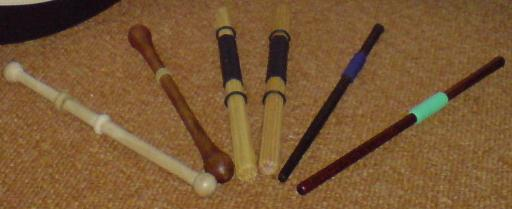
Tippers

Een bodhrán (uitgesproken als bauwron ) is een Ierse lijsttrommel die bespeeld wordt met een soort trommelstok met één of twee slageinden, 'tipper', ‘cipin’ of 'beater' genoemd.
Als de bodhrán met de rechterhand bespeeld wordt, kan de speler met de linkerhand de toon in hoogte laten veranderen door die hand tegen het vel te houden en van boven naar beneden te bewegen of op andere manieren tegen het vel te houden of te drukken.
Twee gekruiste latten of stukken rond hout aan de achterkant van de trommel kunnen dienen als steun voor de stemmende hand. Oorspronkelijk werd het kruis gebruikt om de drum aan vast te houden wanneer deze lopend bespeeld werd en om vervorming (eivormig worden) van de rand te voorkomen. Tegenwoordig worden ook veel bodhráns zonder kruis erin gemaakt.
Oorspronkelijk was een bodhrán niet meer dan een hoepel van hout bespannen met een (geiten)vel. Een dergelijke trommel wordt erg beïnvloed door weersomstandigheden, luchtvochtigheid en dergelijke. Op een regenachtige dag kan het vel van een niet stembare bodhrán binnen een uur zo slap hangen dat hij niet meer bespeelbaar is.
Naarmate de interesse in de bodhrán groeide ging ook de ontwikkeling van dit instrument verder. Dit resulteerde in de ontwikkeling van "stembare" bodhráns. Een stembare bodhrán heeft aan de binnenkant een mechanisme en een "stemring".
Het mechanisme bestaat uit stemschroeven (tussen de 4 en de 8 meestal) die de stemring naar beneden duwen waardoor het vel strakker of minder strak gespannen kan worden, waardoor zowel de effecten tegengegaan kunnen worden die veroorzaakt werden door veranderde weersomstandigheden of hoge luchtvochtigheid, als dat je de algehele toonhoogte van de bodhrán kan veranderen.
Seamus O'Kane (Dungiven, Noord Ierland) was de eerste bodhránmaker die een stemsysteem in zijn bodhráns maakte. Dit was in 1976. De vroegere stemsystemen konden aangedraaid worden met een schroevendraaier of een inbussleutel. De huidige stemsystemen zijn meestal met de hand aan te draaien. Degene die hiermee is begonnen is Rob Forkner van Metloef drums. Zijn stemsysteem wordt tegenwoordig ook door andere bouwers, zoals Ben March en Seanie mc Grath gebruikt. Christian Hedwitschak gebruikt een vergelijkbaar stemsysteem.
Ook de bewerking van het vel heeft een ontwikkeling doorgemaakt. Vroeger werd er voornamelijk geitenvel gebruikt, maar tegenwoordig worden er ook bodhráns gemaakt met (onder meer) kangoeroevel of hertenvel. Ook als het gaat om geitenvel zijn er veranderingen/vorderingen gemaakt. Vroeger werd er voornamelijk een vrij dik vel gebruikt dat lange tijd ingespeeld moest worden voordat het echt goed klonk.
Seamus O'Kane is begonnen met het gebruiken van zogenaamde LAMBEG skins op bodhráns. Deze werden en worden gebruikt voor de grote Lambegdrums, eveneens uit Noord-Ierland. Deze vellen worden op een bepaalde manier geprepareerd zodat er veel toonhoogte verschil verkregen kan worden als je de "skinhand" over het vel beweegt tijdens het spelen. Afgezien daarvan zijn deze vellen veel dunner en soepeler dan vroeger vaak het geval was.
Bodhrans zijn er in verschillende prijsklassen. Een eenvoudige, onstembare drum kost rond de 40 euro. Stembare kwaliteitstrommels beginnen rond de 200 euro en een professionele bodhran kost tussen de 250 en 400 euro (2014).
Er zijn verschillende speelstijlen. De meest gebruikte zijn Kerry style en Top End style. Tommy Hayes heeft een eigen stijl van spelen ontwikkeld, maar deze wordt niet door veel andere spelers gebruikt. Bij Kerry style worden alle twee de kanten van de tipper gebruikt en bij Top End slechts één kant, maar de tipper wordt op zo’n manier gebruikt dat de zogenaamde “triplet” (het effect dat normaal bereikt wordt door de boven- en onderkant van de tipper te gebruiken) wordt veroorzaakt door slechts één kant van de tipper. Heel belangrijk bij deze speelstijl is een soepele pols, waardoor de tipper het vel drie keer kan raken door één beweging.
Er zijn veel verschillende tippers beschikbaar die ieder een andere klank kunnen geven. Er zijn tippers met ronde, dikke uiteinden en tippers die eigenlijk gewoon een rechte “stok” zijn. Ook worden er tegenwoordig hotrods en jazzrods gebruikt. Dit zijn tippers die bestaan uit meerdere dunne, bij elkaar gebonden stokjes. Hiermee kunnen andere effecten en klanken bereikt worden. Soms worden ook 'brushes' gebruikt, dit kunnen zelfs gewone haarborstels zijn, en hiermee kan heel zacht meegespeeld worden met muziek, indien dit gewenst is.
Voor tippers worden meestal wat zwaardere, exotische houtsoorten gebruikt. Denk hierbij bijvoorbeeld aan: rosewood, snakewood, fernambuco, cocobolo, blackwood en ebbenhout.
De bodhrán heeft weliswaar een lange geschiedenis, maar wordt pas sinds het opkomen van de groep The Chieftains rond 1960 veel gebruikt in de Ierse folk. Enkele bekende bodhránspelers zijn Colm Phelan van Goitse, John Joe Kelly van Flook, Gino Lupari van Four Men and a Dog, Vincent Pompe van Meerdervoort van Tobermore, Eamon Murray van Beoga en Rolf Wagels van Cara.

## Bekende bodhránmakers
- Brendan White

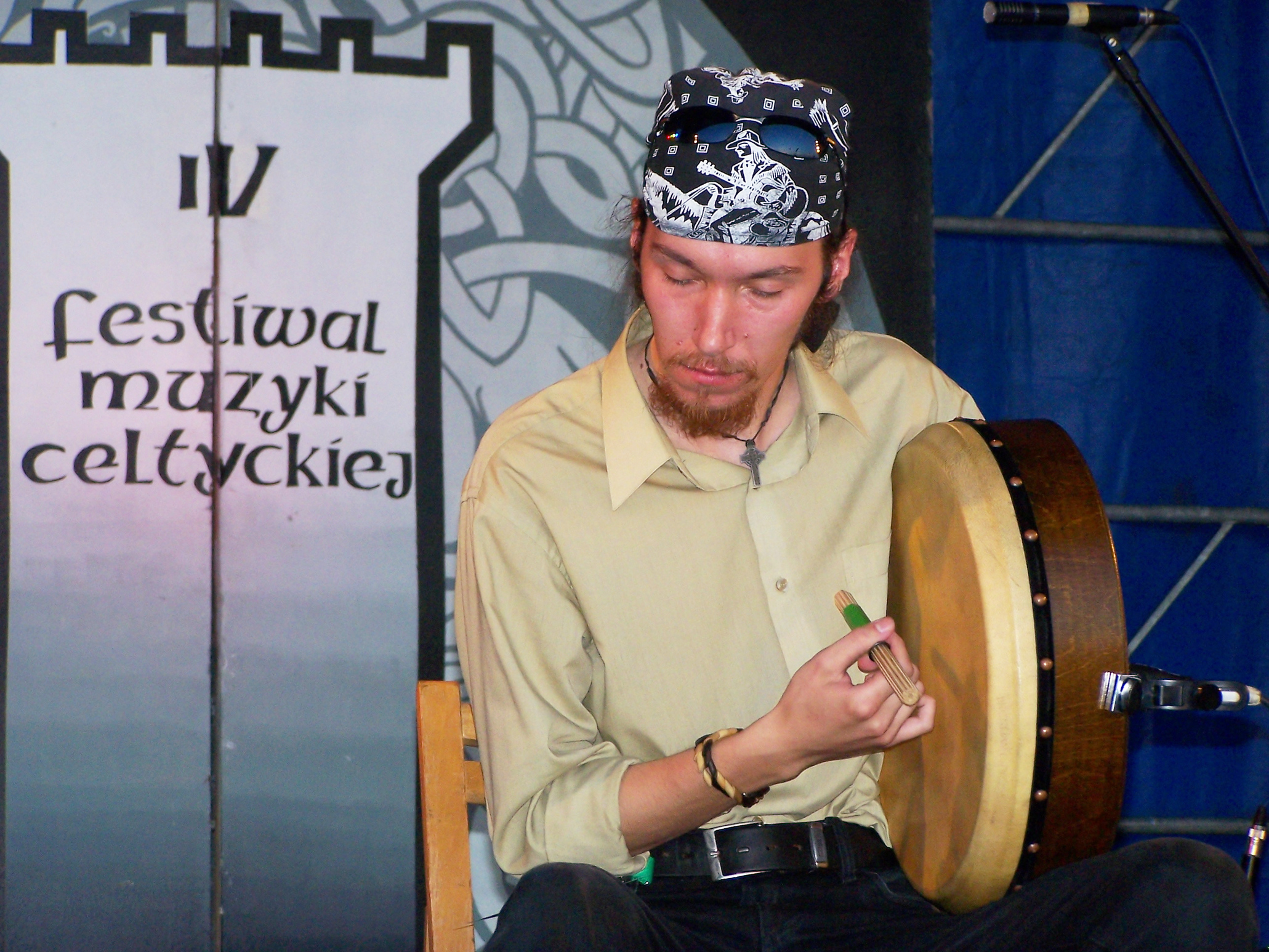
Adam Krynski speelt op de bodhrán

- Seamus O’Kane (de "grootvader" van de bodhránmakers)
- Mike Quinlan
- Christian Hedwitschak
- Paul Mc Auley
- Michael Vignoles
- Rob Forkner
- Davey Nettles
- Darius Bartlett
- Albert Alfonso
- Norbert Eckermann
- Ben March

## Bekende Ierse bodhránspelers

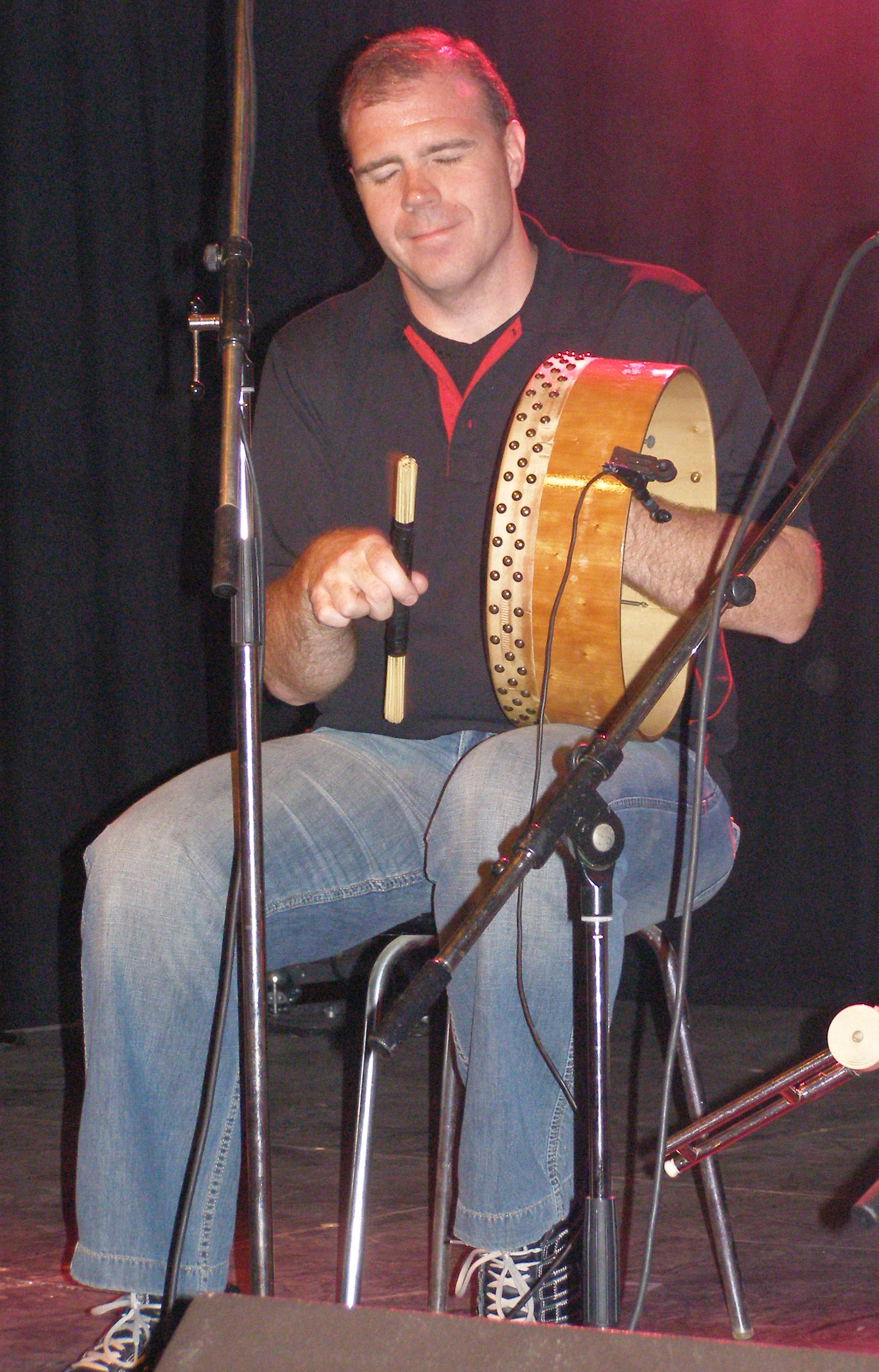
Kevin Crawford

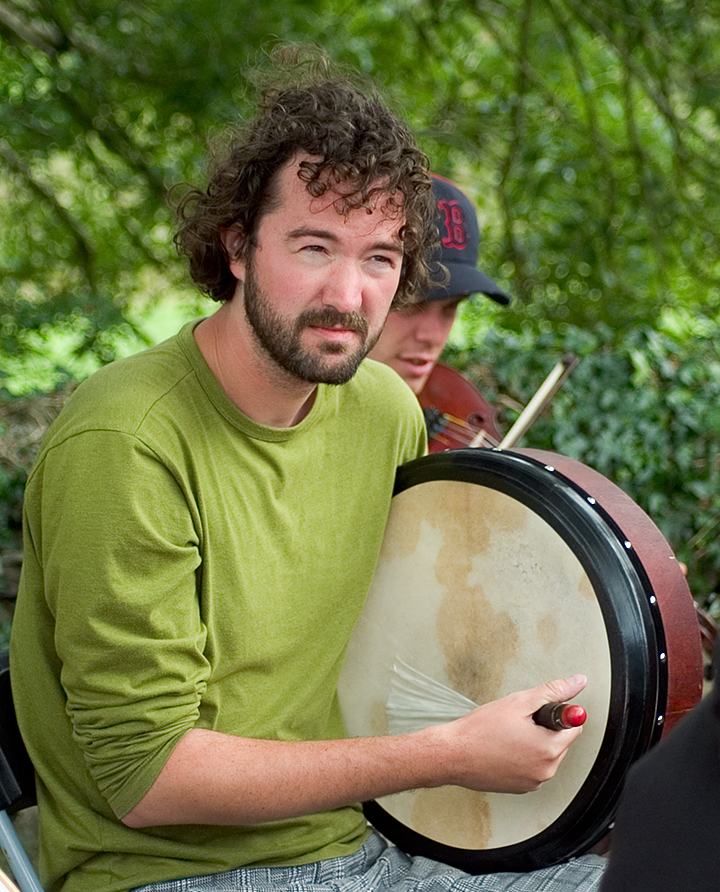
Vincent Pompe van Meerdervoort

- Kevin Conneff
- Caroline Corr
- Kevin Crawford
- Junior Davey
- Jim Dawson
- Harry O'Donoghue
- Mark Dunlop
- Daniel Griffin
- Donnchadh Gough
- Tommy Hayes
- Jimmy Higgins
- John-Joe Kelly
- Dave King
- Gino Lupari
- Christy Moore
- Nathan MacDonald
- Séan McCann
- Lucy MacNeil
- Liam Ó Maonlaí
- Johnny McDonagh
- Ruth Moody
- Joseph Mulvanerty
- Colm Murphy
- Eamon Murray
- Johnny Norton
- Seán Ó Riada
- Cathie Ryan
- Tristan Rosenstock
- Chris Schell
- Rónán Ó Snodaigh
- Chris Weddle
- Steve Wehmeyer
- Joey mc Nulty

## Bekende spelers uit andere landen
- John-Joe Kelly (Engeland)
- Gino Lupari

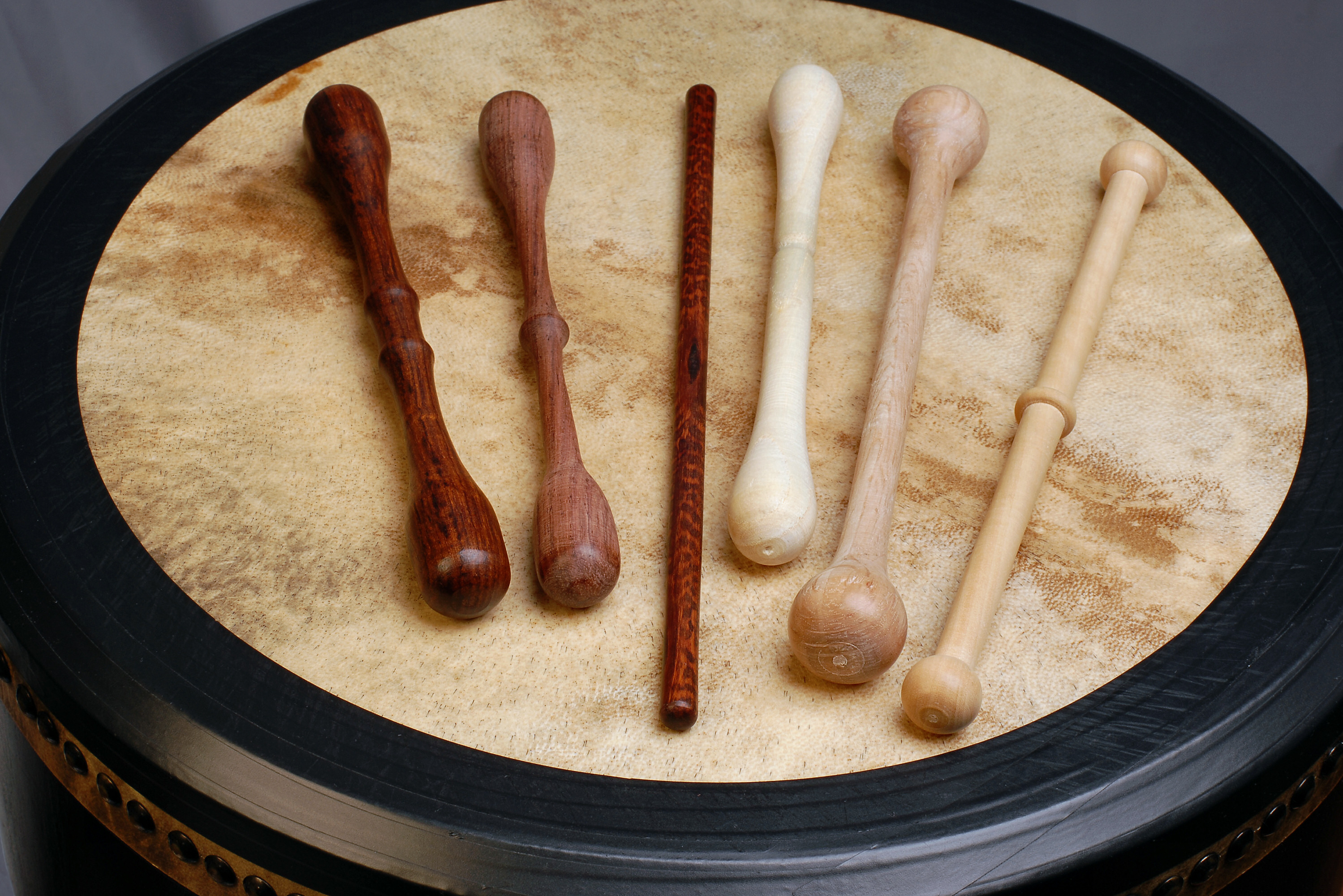
Bodhrán met speelstokjes (tippers)

- Rob Forkner (Verenigde Staten/Nederland)
- Rolf Wagels (Duitsland)
- Guido Plüschke (Duitsland)
- Abe Doron (Israël)
- Vincent Pompe van Meerdervoort (Nederland)
- Jenny Evans-van der Harten (Omnia) (Nederland)
- Adam Kenny (The Rumjacks)(Australië)